# Tremont City (Ohio)
Tremont City es una villa ubicada en el condado de Clark en el estado estadounidense de Ohio. En el Censo de 2010 tenía una población de 375 habitantes y una densidad poblacional de 565,58 personas por km².

## Geografía
Tremont City se encuentra ubicada en las coordenadas 40°0′58″N 83°50′32″O / 40.01611, -83.84222. Según la Oficina del Censo de los Estados Unidos, Tremont City tiene una superficie total de 0.66 km², de la cual 0.66 km² corresponden a tierra firme y (0%) 0 km² es agua.

## Demografía
Según el censo de 2010, había 375 personas residiendo en Tremont City. La densidad de población era de 565,58 hab./km². De los 375 habitantes, Tremont City estaba compuesto por el 98.93% blancos, el 0.27% eran afroamericanos, el 0% eran amerindios, el 0.27% eran asiáticos, el 0% eran isleños del Pacífico, el 0.27% eran de otras razas y el 0.27% pertenecían a dos o más razas. Del total de la población el 1.6% eran hispanos o latinos de cualquier raza.